# Филадельфия Атомс
«Филадельфия Атомс» (англ. Philadelphia Atoms) — бывшая американская футбольная команда, базировавшаяся в Филадельфии, которая играла в Североамериканской футбольной лиге (NASL). Они выступали с 1973 по 1976 год на «Стадионе Ветеранов» (1973—75) и «Франклин Филд» (1976).
Атомс были основаны в Филадельфии строительным магнатом Томасом Макклоски в 1973 году по настоянию владельца «Канзас-Сити Чифс» и «Даллас Торнадо», Ламара Ханта. Используя в основном отечественных игроков, они выиграли титул чемпионов NASL в первый год своего существования, победив клуб «Даллас Торнадо» со счетом 2-0. После этого матча чемпионата вратарь «Филадельфии» Боб Ригби стал первым футболистом, которого поместили на обложку журнала «Sports Illustrated».
Атомс не смогли продолжить успех своего первого сезона: клуб пропустил плей-офф в трёх чемпионатах. Посещаемость начала падать, а после 1975 года команда была продана группе владельцев мексиканских клубов, таких как «Гвадалахара». В свою очередь, мексиканская сторона не заботилась о клубе, пройдёт почти 20 лет, прежде чем клуб будет воссоздан в «MLS» под именем «Чивас США», посещаемость продолжала уменьшаться, и клуб был расформирован после 1976 года.

## Тренеры
- Эл Миллер (1973—1975)